# Хуррамшах-султан

Хуррамшах-султан (узб. Xurramshox sulton) (1501—1511) — представитель узбекской ханской династии Шейбанидов. Побывал хакимом Балха. Сын основателя узбекской династии Шейбанидов Шейбани-хана (1500—1510), правнук основателя государства кочевых узбеков Абулхайр-хана (1428—1468). Историки называют их Чингизидами, потомоки по линии хана Шибана третьего сына Джучи, хотя не один из них не были потомками Шибана.
У основателя узбекской династии Шейбанидов Шейбани-хана (1500—1510) было три сына, одним из них был Хуррамшах-султан. Мать Хуррамшах-султана звали Ханзаде-бегим. Она была дочерью амира Ферганы, праправнука амира Тамерлана Умар-Шейх-мирзы и являлась старшей сестрой основателя империи Великих Моголов Бабура.
По мнению доктора исторических наук Р.Рахманалиева, "Когда Шейбани-хан предпринял осаду Бабура в Самарканде, Бабур за «выкуп своей жизни» отдал хану свою сестру, принцессу Ханзаде-бегим, которая после этого попала в гарем Шейбани-хана и родила ему сына Хуррамшах-султана. При этом Шейбани-хан всегда был преисполнен недоверия к своей наложнице и спустя некоторое время предоставил ей развод. Впоследствии Ханзаде-бегим попала ко двору персидского шаха Исмаила I, а позже вернулась к своему брату Бабуру.
В 1506 году Шейбани-хан пожаловал Хуррамшах-султану Балхский вилайет. Умер он десяти лет, через год после смерти своего отца.